# Euxanthe anthora
Euxanthe anthora är en fjärilsart som beskrevs av Doubleday 1844. Euxanthe anthora ingår i släktet Euxanthe och familjen praktfjärilar. Inga underarter finns listade i Catalogue of Life.